# 信玄堤

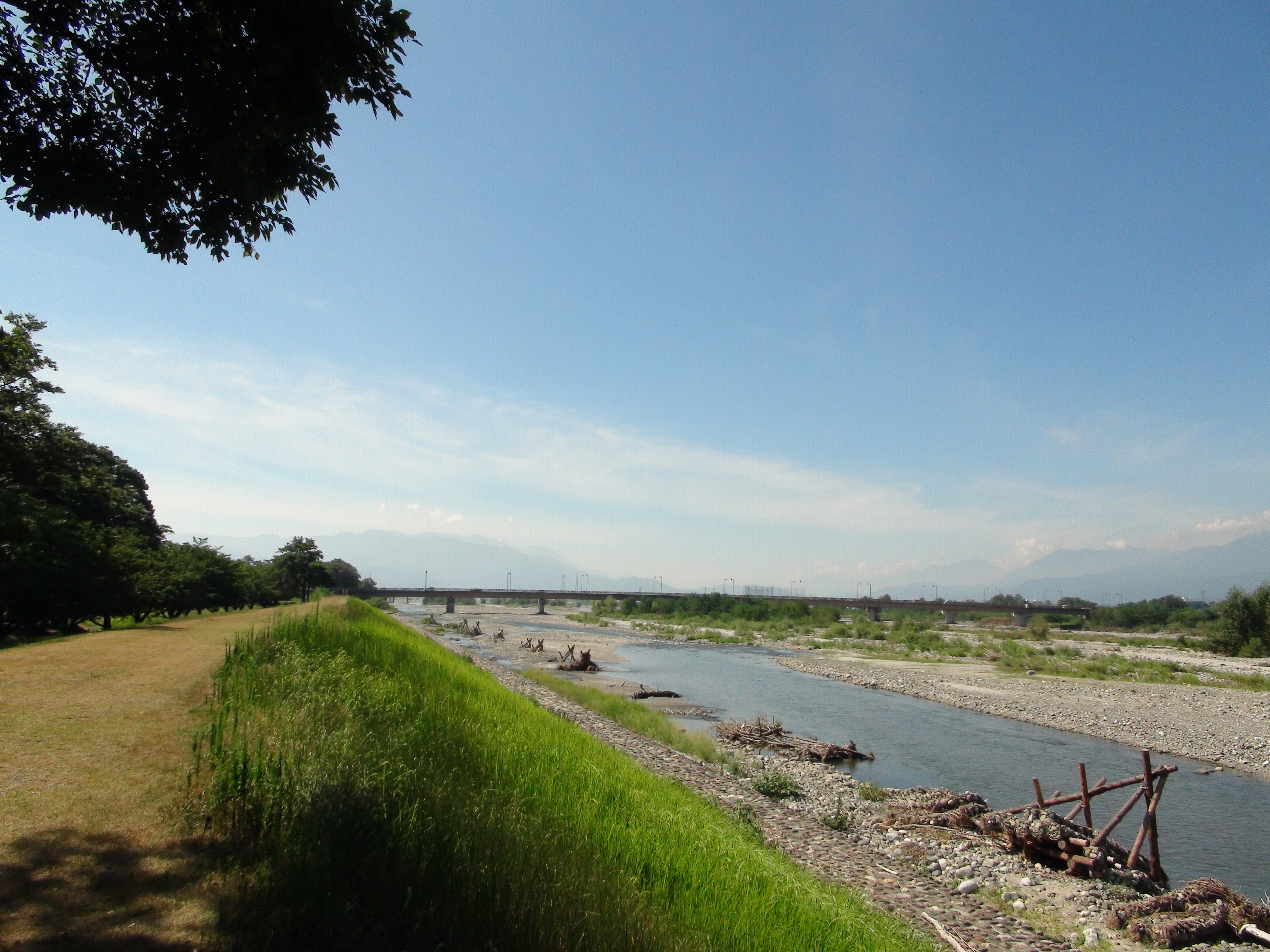
信玄堤（2012年8月撮影）

信玄堤（しんげんづつみ）は、山梨県甲斐市竜王にある堤防である。しかしその堤防だけでなく、信玄堤や聖牛、将棋頭などの治水構造物を含めた総合的な治水システム自体を信玄堤として指している場合もある。
なお治水システムの構造物に雁行が含まれ、これを急流河川型霞堤として解説、紹介されることがあるが、信玄堤自体は霞堤ではない。戦国時代に甲斐の守護、戦国大名である武田信玄（晴信）により築かれたとされる。
史料上では「竜王川除場」と記されており、「信玄堤」の呼称は江戸時代後期から見られ、近代以降に一般化した。また「信玄堤」と呼ばれる堤防は武田氏以降のものを含め県内各地にも存在する（『甲斐国志』に拠る）。竜王堤。

## 釜無・御勅使川と信玄堤の築造

### 竜王信玄堤の地理的・歴史的景観

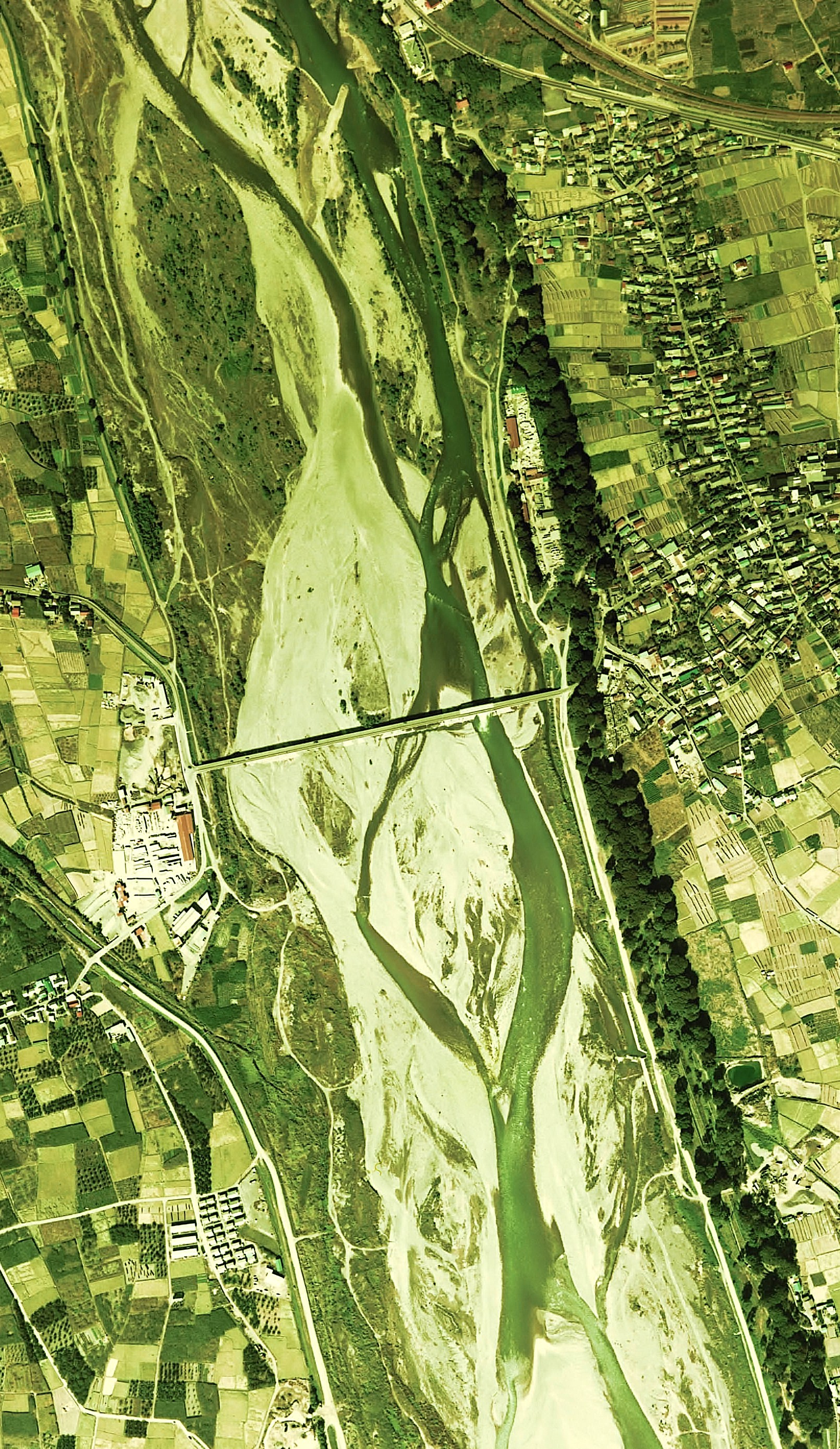
信玄堤（竜王堤）付近の空中写真。写真上方より下方に流れる釜無川の左岸（画像右側）に帯状に見える緑地が堤防部分である。また、竜王河原宿（画像右上）の短冊型地割も航空写真から分かる。（1975年撮影）

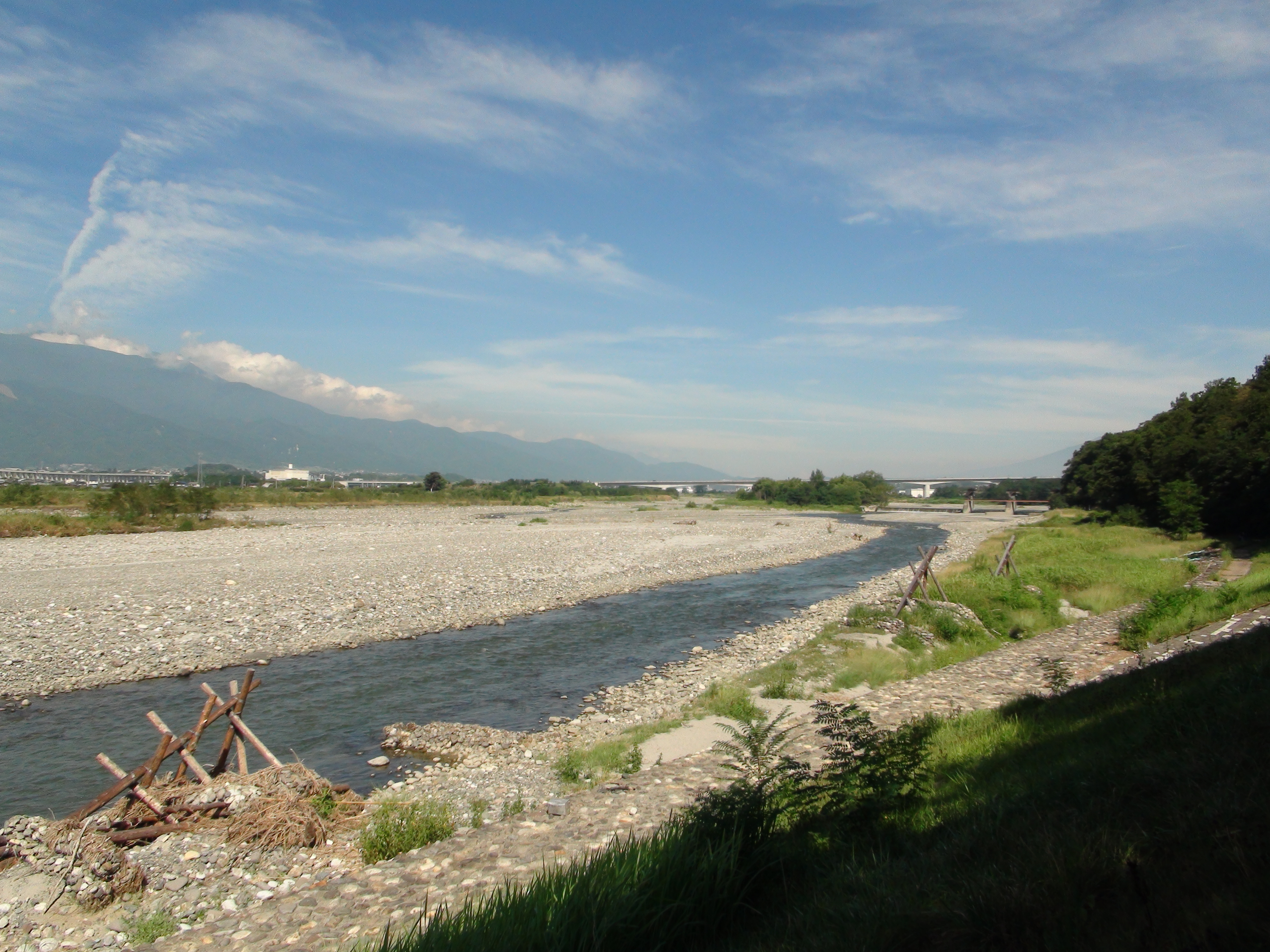
信玄堤から釜無川上流方向を望む。

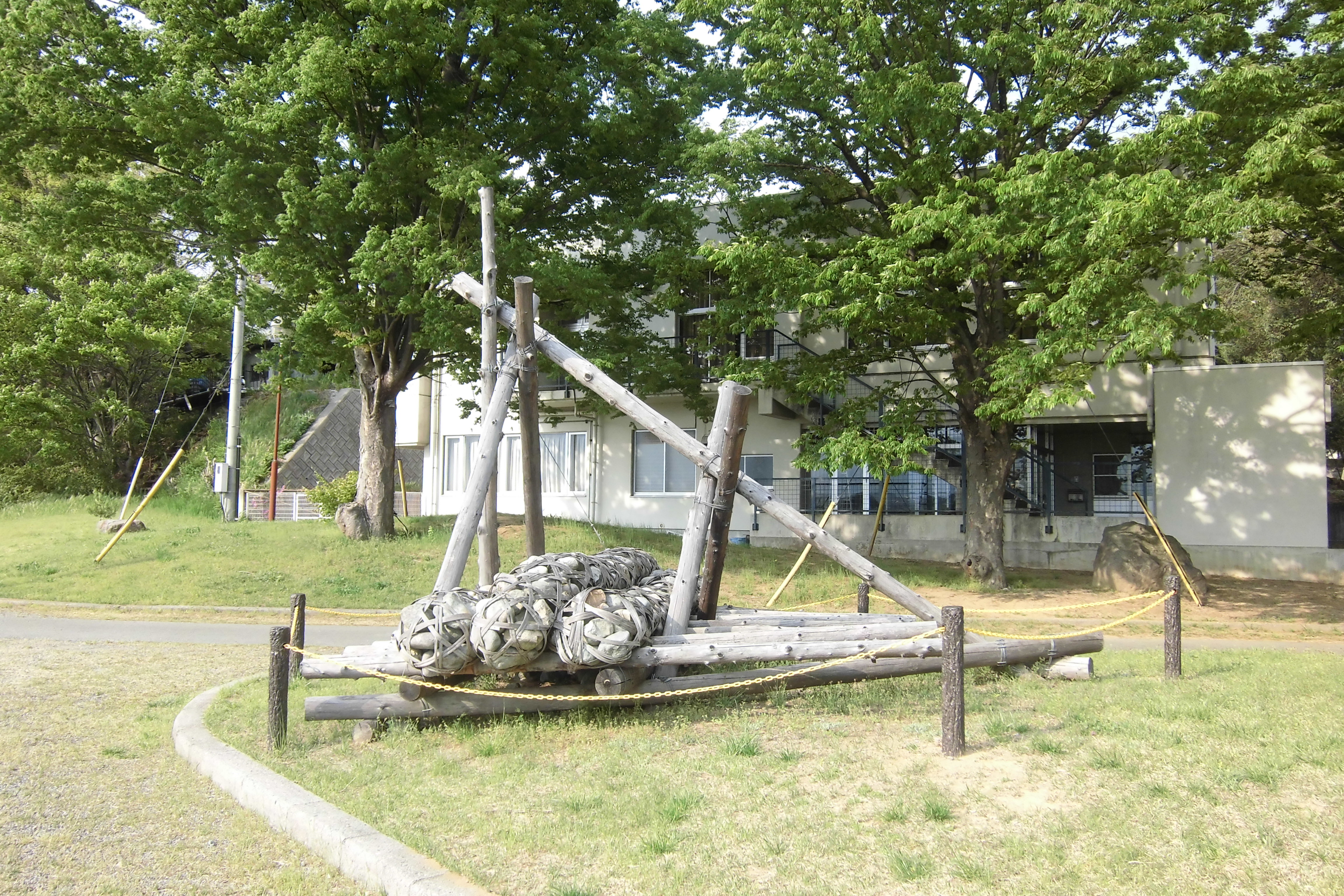
復元された聖牛

甲斐国は内陸部の山間地域であるが、国中地方では平野部である甲府盆地を有する。盆地底部は笛吹川と釜無川両河川の氾濫原であったため、古来から大雨による水害が発生する地域で、安定した定住は困難であった。信玄堤の所在する甲斐市竜王・竜王新町付近では縄文時代にわずかな定住痕跡が見られ、古墳時代には信玄堤の南方に位置する赤坂台において赤坂台古墳群が造営された。平安時代後期には篠原荘が成立する。
平安時代の延長5年（927年）に成立した『延喜式』では甲斐国は河内国（大阪府）・伊賀国（三重県）と並び朝廷から「堤防料」が支出されていたと記している。水に関わる伝承として、近世初頭に原本が成立した『甲陽軍鑑』ではかつて甲府盆地が湖であったとする甲斐国湖水伝承を記している。
釜無川は支流の御勅使川とともに盆地西部において水害をもたらし、戦国時代から江戸時代初期に信玄堤の築造・御勅使川の治水が行われるまでは両河川とも盛んに流路を変更し、釜無川の東流路は甲府（甲府市）へも水害を及ぼしていた。

### 竜王信玄堤の築造と武田氏
甲斐国守護である武田氏は盆地東部を拠点としていたが、戦国時代に国内統一を果たした武田信虎期は甲府（甲府市）に居館を移し武田城下町の整備を行う。天文11年（1542年）6月に信虎を追放し国主となった晴信期の初期には信濃侵攻を本格化している。川除工事の開始時期は不明であるが、『明治以前日本土木史』では信濃侵攻と平行して天文11年に堤防築造が着工したとされている。一方で、川除場で行われる夏御幸の開始時期が弘治年間（1555年 - 1558年）であることから、弘治年間までには着工されていたとする説もある。
『国志』に拠れば、はじめ植林などを行われていたが、御勅使川と釜無川との合流地点である竜王の高岩（竜王鼻）に堤防を築いて御勅使川の流路を北へ移し、釜無川流路を南に制御が試みられたという。信玄堤に関する最古の文書は永禄3年（1560年）8月2日付の武田信玄印判状（『保坂家文書』）とされる。同文書では「竜王の川除」に居住した際に家ごとの棟別役が免除されることを記しており、「竜王の川除」は信玄堤・竜王河原宿を指しており、同文書が発給された永禄3年以前には堤防の築造が行われていたと考えられている。同文書には宛名がなく、武田氏は広く竜王河原宿への移住を呼びかけていたと見られている。
また、竜王河原宿に所在する史料として輿石家屋敷前の側溝に架けられていた旧竜王河原宿石橋の銘文がある。この石橋の部材は永禄4年（1561年）の年記を有し、永禄4年に「市之丞」が架けたもので、跡部市朗右衛門が側溝を設けた際に出入口に利用されたという。慶長8年（1603年）の竜王村検地帳には「市之丞」の存在が記され、輿石家の先祖にあたる人物であると考えられている。
堤防築造と御勅使川治水により洪水被害は緩和され、盆地西部や竜王では江戸時代初期に用水路が開削され新田開発が進み、安定した生産力が確保されたと考えられている。
天正年間には、年未詳6月29日付武田氏朱印状（「保坂家文書」）によれば、決壊した信玄堤に対応する普請として釜無川下流域を指す「水下」の郷村に居住する御家人・御印判衆が中心となり人夫を動員すること指示されている。なお、内容の解釈に対しては宛名が「水下之郷」となっていることから、武田家が御家人・御印判衆を通して堤防工事を実施したのではなく、水害による被害を受ける釜無川流域の郷村が、村内に居住する御家人・御印判衆を堤防工事に動員することを願い出て許可され、村が中心となり治水工事が行われたとする説もある。
この朱印状は今福昌常（和泉守）が奉者を務めた奉書式朱印状で、寸法は縦32.6センチメートル・横45.3センチメートル。武田勝頼の用いた獅子朱印が捺印されている。年代は天正元年（1573年）説・天正4年（1576年）説があるが、平山優は獅子朱印は勝頼が天正5年（1577年）以降に使用したⅡ型であることや、今福昌常が「和泉守」の官途名を使用するのは武田家中において家臣が一斉に官途名・受領名を変更した天正8年（1580年）1月以降であること、さらに今福昌常が奉者を務めた奉書式朱印状は天正9年（1581年）に限定されることから、この朱印状の年代を天正9年6月と推定している。
また、平山はこの朱印状で記される信玄堤の決壊に関して、『兼見卿記』同年5月20日条には京都における大雨・洪水が記録されていることや、『家忠日記』にも同様の水害が記録されていることから、天正9年には広範囲で大規模な大雨・洪水に見舞われていた状況を指摘している。

### 近世初頭の信玄堤
天正10年（1582年）3月の織田・徳川連合軍による武田領侵攻により武田氏は滅亡し、同年6月の本能寺の変により発生した「天正壬午の乱」を経て、甲斐は徳川家康が領する。徳川家康は豊臣政権に服従すると関東へ移封され、甲斐には豊臣秀勝・加藤光泰を経て文禄2年（1593年）には浅野長政・幸長が入った。
浅野氏時代の竜王信玄堤に関する文書として、文禄5年（1596年）の「浅野吉明書状」がある。同文書によれば、浅野氏家臣である浅野吉明は甲府・府中八幡神社に対し、国中地域の神職に対して府中八幡神社の普請に参加しないものは、「竜王之堤」（竜王信玄堤）の普請に従事することを命じている。府中八幡神社は甲斐・国中地方の惣社であり、竜王信玄堤の普請は惣社の普請に匹敵する重要性を有していたと考えられている。
近世にも竜王堤の普請は続けられており、江戸時代にかけて中巨摩郡昭和町や中央市方面へ部分的に延長された。1994年（平成6年）に行われた昭和町河西の発掘調査に拠れば、堤防は河原の砂礫層に杭列が施されたもので、内側へ突出した「石積出し」の痕跡も見られる。新旧の差が見られ、修復が繰り返されていたと考えられている。

## 竜王河原宿

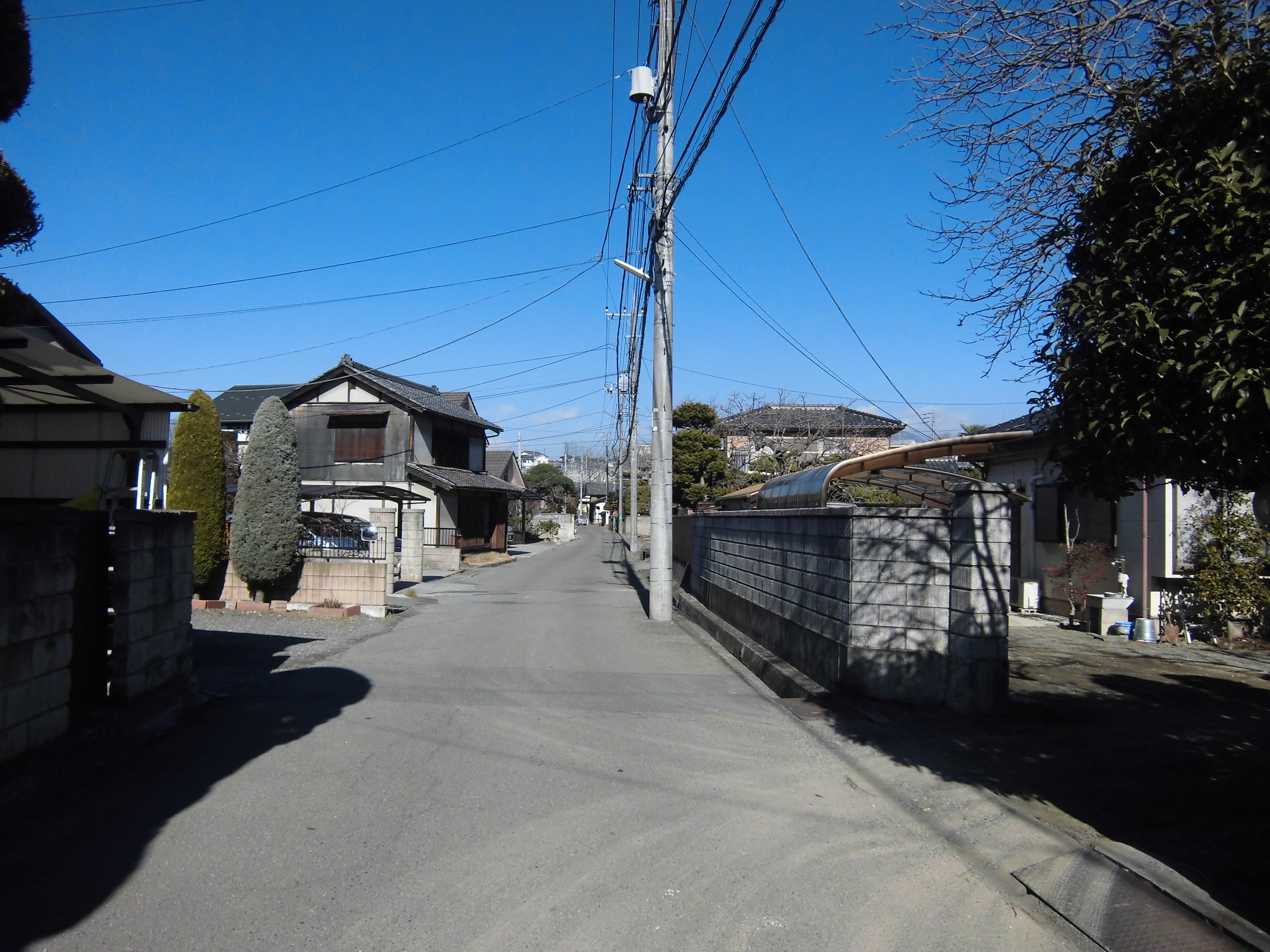
現在の竜王河原宿

竜王河原宿は堤防の日常的な管理補修や水害発生時における堤防防備の労働力確保のため設置された宿で、赤坂台地の南縁に位置する釜無川旧河川敷の一角に位置する。現在の甲斐市竜王字東裏・西裏地区にあたり、短冊型地割が見られる。初見史料は1560年（永禄3年）武田家印判状であるが、この段階で棟別役一切免除の特権を条件に移住者の募集が募られており、移住者が郷村別に列挙され「竜王村」の地名が記されている1565年（永禄8年）4月晦日文書の段階までに整備が行われていたと考えられている。
永禄8年文書に拠れば、移住者は主に現在の甲斐市域や南アルプス市域など近辺から集まっているが、特に宿に近い八幡之郷や西山郷（甲斐市域）が多く、屋敷請人として名前が記されている有力土豪の一族や配下が移住者となっていたと考えられている。また、永禄8年文書では当初の条件であった棟別役免除の縮小が記されており、以後も諸役免除は徐々に縮小されている。

## 三社神社と御幸祭

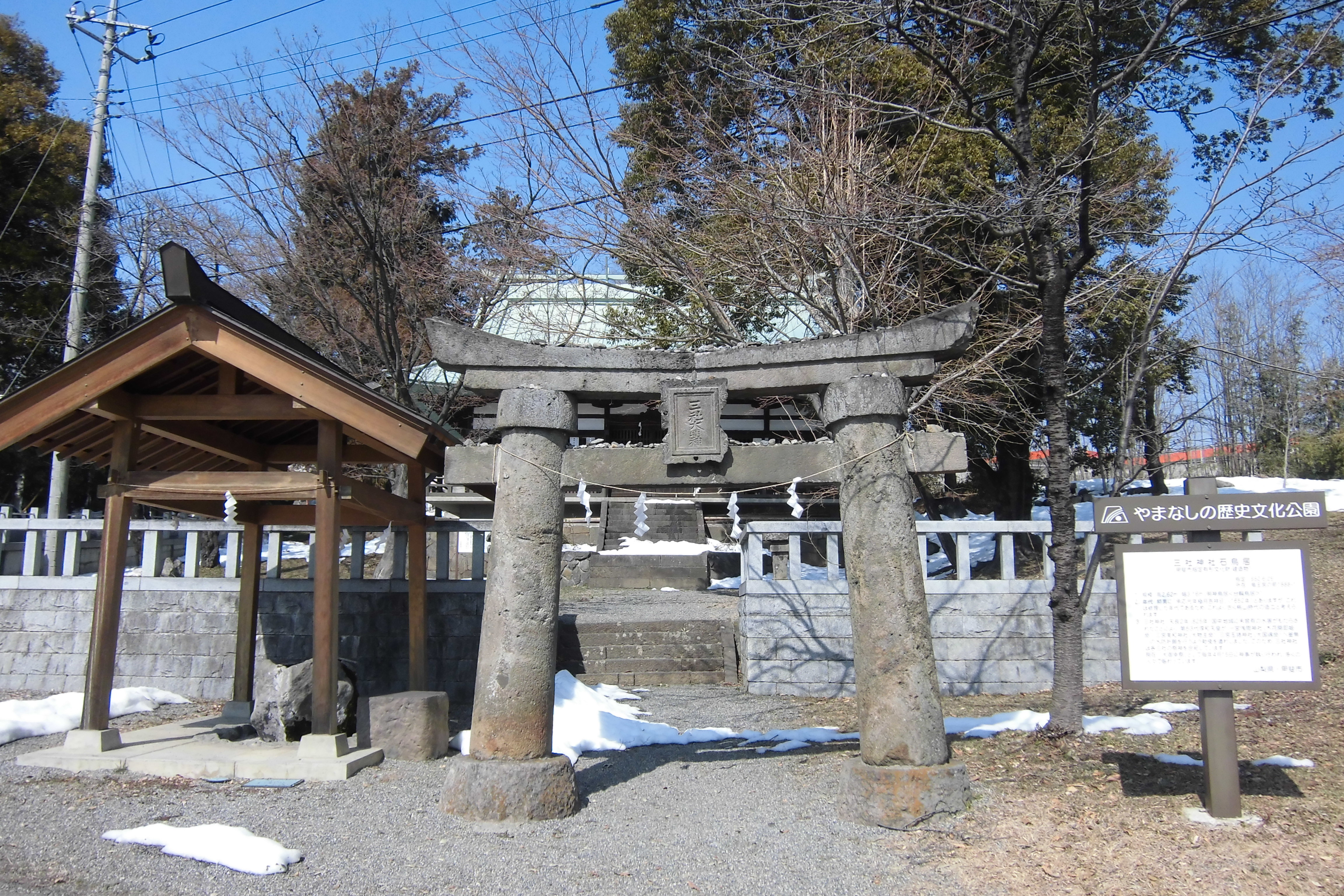
三社神社・鳥居

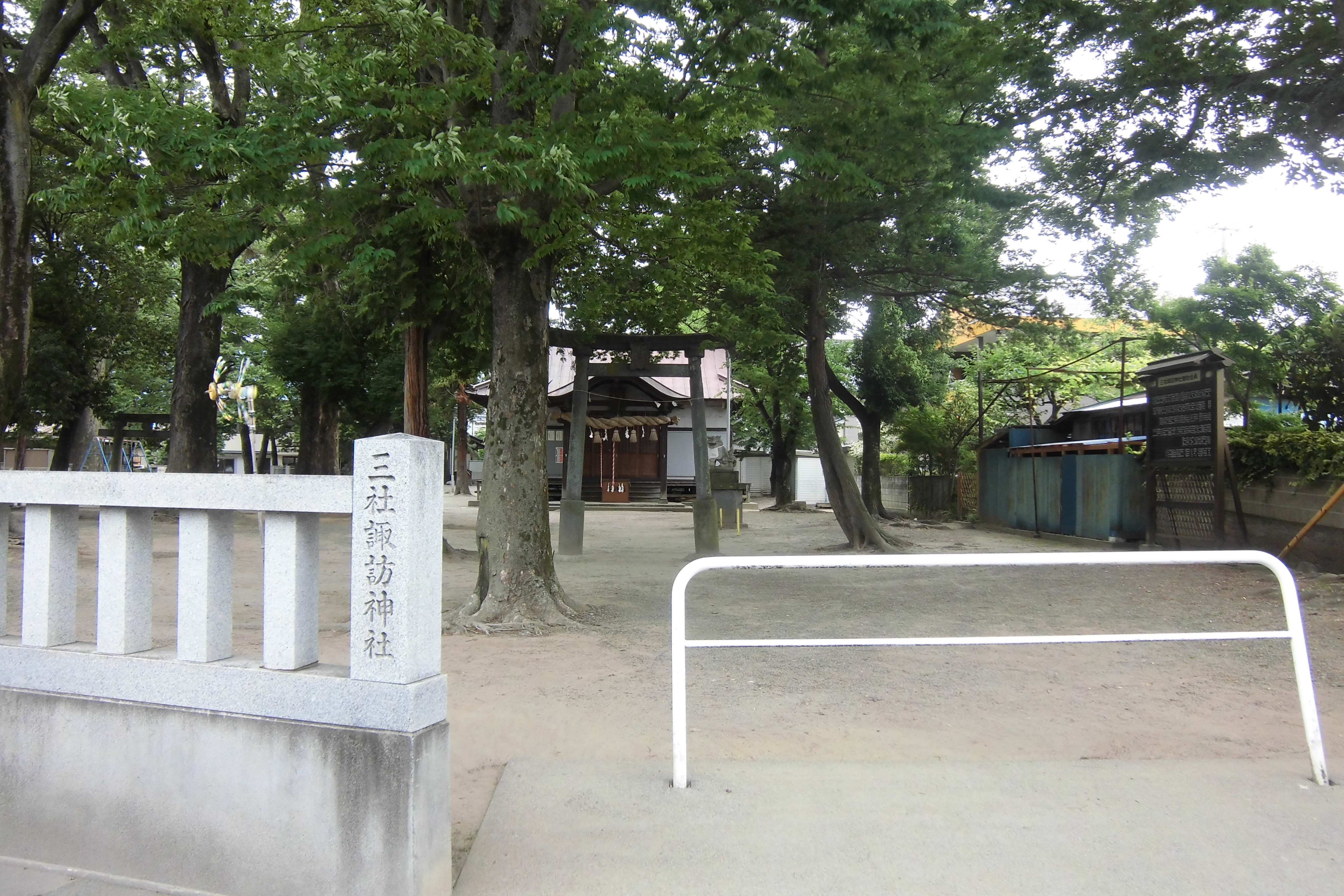
甲府市上石田・三社諏訪神社

日本では古来から堤防の安全を記念する川除祭礼が行われているが、信玄堤では中世が現在に至るまで、竜王河原宿において御幸祭（みゆきまつり）が実施されている。御幸祭は大御幸・三社御幸とも呼ばれ、通称「おみゆきさん」として親しまれている。
御幸祭は古来には毎年4月・11月の亥の日に実施され、前者は夏御幸、後者は冬御幸と呼称された。御幸祭は甲斐国一宮・浅間神社（笛吹市一宮町一ノ宮）・甲斐国二宮・美和神社（笛吹市御坂町ニノ宮）の神輿と、甲斐国三宮・玉諸神社（甲府市国玉町）の行列が、三社が勧請され創建された竜王河原宿の三社神社まで渡御する。夏御幸は行列が竜王まで向かうのに対し、冬御幸の行列は現在の甲府市上石田に所在する三社諏訪神社まで向かった。
御幸祭の行列は各社から川除祭礼を行いつつ御幸道を経て竜王へ向けて行進する。竜王川除場に達すると神主が水神に対して水防祈念を行い、御輿の担ぎ手が一斉に河原へ向かって小石を投げて神事は完了する。県内では山梨市の窪八幡神社秋祭においても同様の祭礼である「おかわよけ」が行われている。
御幸祭は古代の天長2年（825年）に開始されたとする伝承がある。甲斐国における川除祭礼自体の起源は諸国一宮制の確立した平安時代にまで遡ると考えられているが、戦国時代には弘治3年（1557年）12月2日武田晴信判物「浅間神社文書」「坂名井家文書」で、甲斐国守護・武田晴信（信玄）が浅間神社・美和神社の神主に対して夏・冬の御幸祭と年始の三回に甲府の躑躅ヶ崎館（甲府市武田）へ出仕することを命じている。また、二宮美和神社に伝わる『二宮祭礼帳』に御幸祭に関する記録が見られる。古来は神輿が上石田まで渡御する形態であり、後に竜王まで渡御する形態に変化したという。
中世の甲斐国では郷村単位で行われる祭礼に関する見られるが、御幸祭はこれに対し広域の村が参加し、守護・武田氏も関わっている祭礼であることが指摘される。
竜王河原宿には三社神社が鎮座している。『甲斐国志』神社部に拠れば、三社神社は弘治3年に勧請されたという。三社神社には中世の鳥居が現存している。この鳥居は江戸初期の承応元年（1651年）の年記があるが、これは修理銘であることが指摘され、造立は室町時代末期であると考えられている。

『甲斐国志』に拠れば、近世には甲府の一蓮寺（甲府市若松町）において甲府勤番に御札を献上して青銅の奉納を受け、上石田（甲府市上石田）の三社諏訪神社へ立ち寄る。三社諏訪神社も同様に三社祭神が勧請された神社で、現在でも冬御幸は三社諏訪神社まで渡御することから、上石田までの渡御が古来の形態で、御勅使川治水・信玄堤築造による開発で竜王川除場までの渡御に発展したと考えられている。また、上石田への渡御は荒川の水防祈願とも関係しているとも言われる。
御幸祭に関しては若尾謹之助・野沢昌康・斎藤典男らによる道筋研究がある。歴史学においては平山優が戦国期の祭礼について考察している。

## 竜王四ヶ村堰

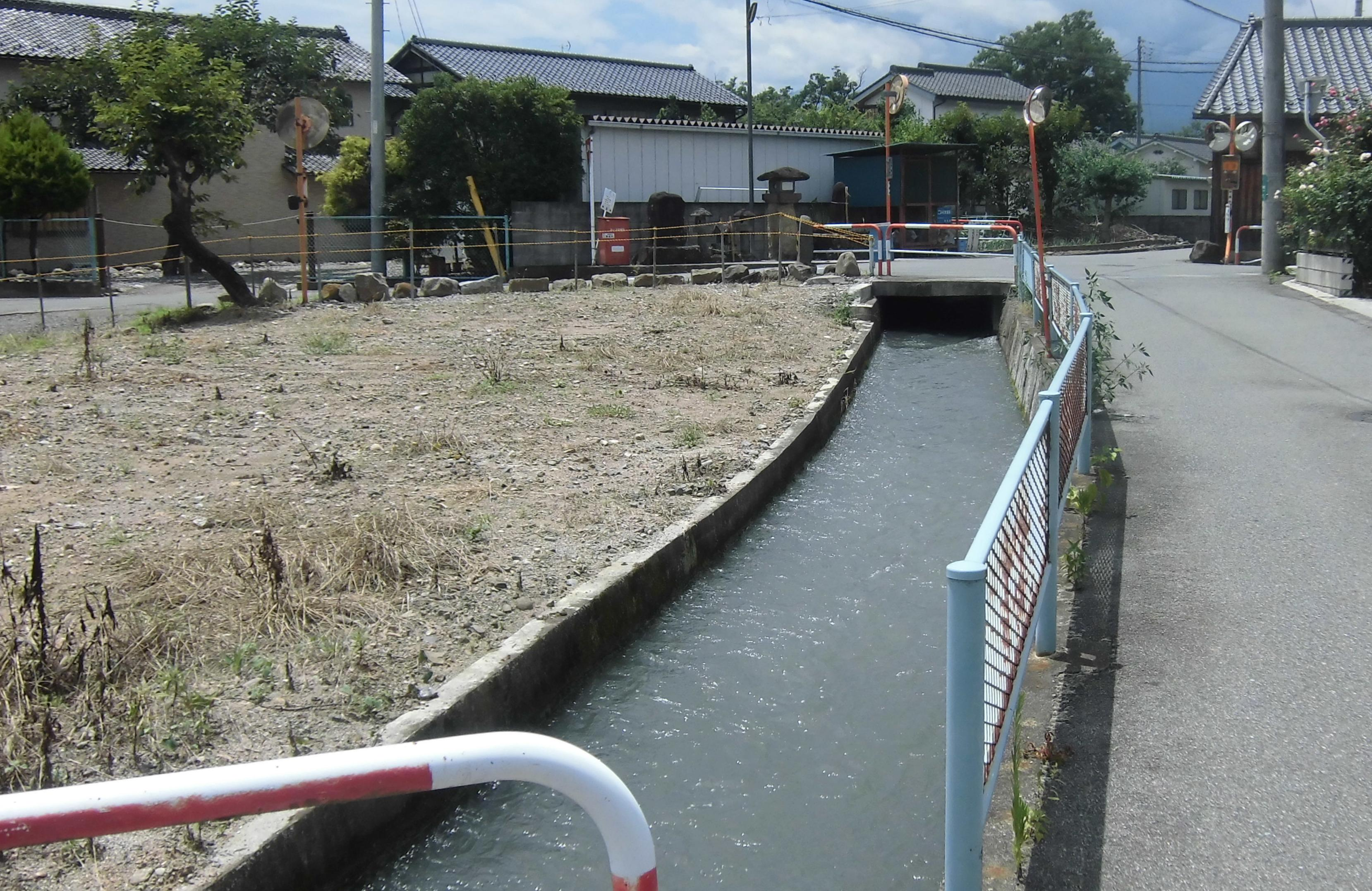
竜王四ヶ村堰（甲斐市竜王・竜王河原宿付近）

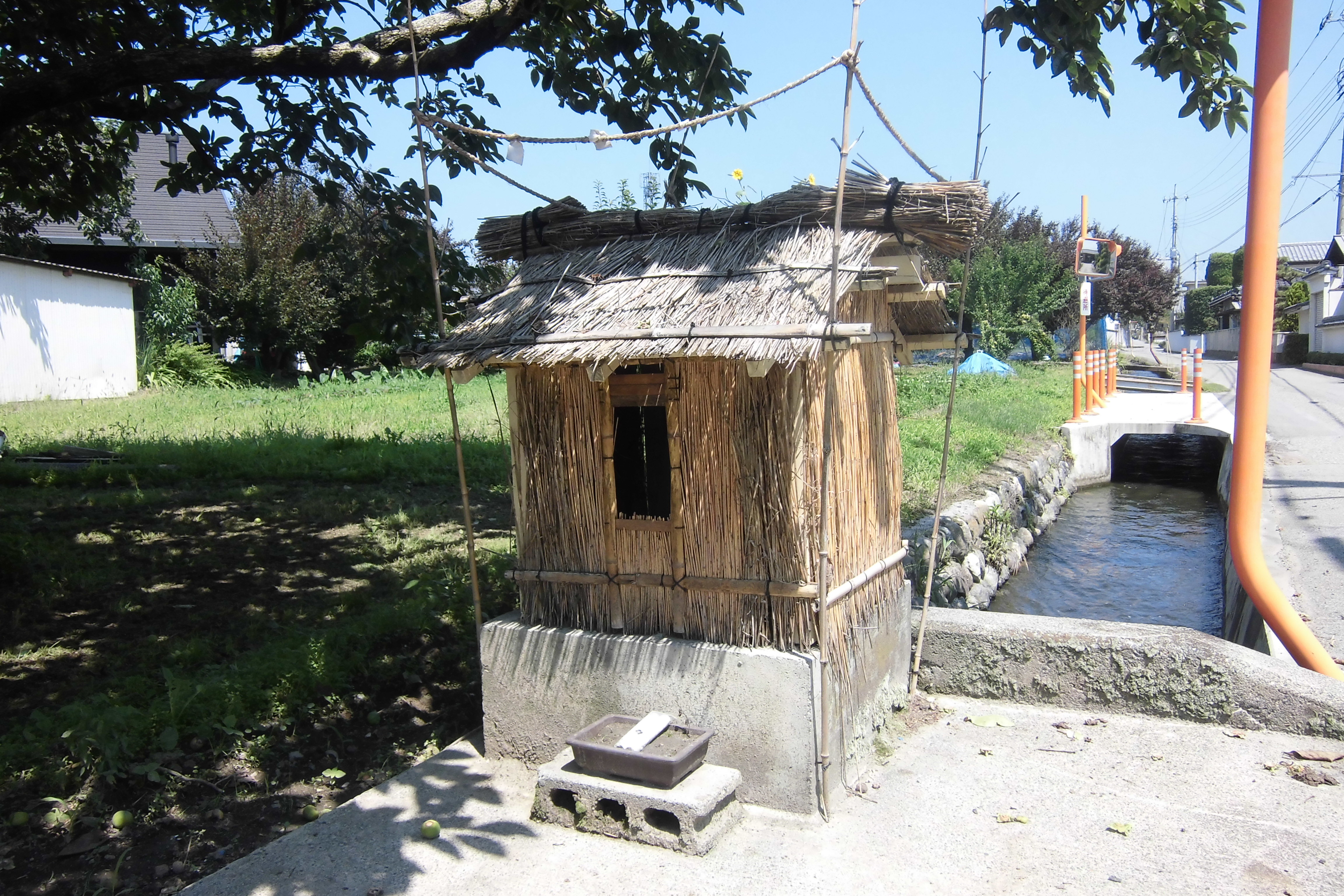
竜王信玄堤対岸の南アルプス市上高砂地区に点在する九頭龍神祠

竜王四ヶ村堰（りゅうおうしかむらせぎ）は登美台地の高岩（竜王鼻）下の隧道（穴水門）から取水し、本竜王・竜王新町・篠原・富竹新田の4か村を灌漑する用水堰（井堰）。通称は四ヶ村堰。
『甲斐国志』に拠れば、江戸時代の寛永年間に代官触頭平岡和由（次郎右衛門）が開削し、河原間であった飛竹河原間が開発され富竹新田が成立した。このため当初は富竹新田堰と呼称されていたが、享保13年（1728年）には竜王村・竜王新町が、元文2年（1737年）には篠原村が加わり4ヶ村堰と呼称されるようになった。

## 竜王信玄堤の絵図
竜王信玄堤や将棋頭、石積出などの堤防の構造物を描いた絵図類は江戸時代から出現する。
1829年（文政12年）8月作成の「信玄堤絵図」（山梨県立博物館所蔵）は原図が1688年（貞享5年）6月に作成された写で、法量は縦79.1センチ・メートル、横263.6センチ・メートル。原図は1688年（貞享5年）に龍王村・竜王新町の名主・長百姓により作成され、1829年（文政12年）に富竹新田の保坂家により写が作成された。画面左右が南北となり釜無川・竜王信玄堤と竜王村の集落、用水路が俯瞰で描かれており、堤防や石積出、三社神社の存在が確認され、道は朱線で描かれている。「御本丸様書上」によれば1688年（貞享5年）に竜王村では甲府藩に対して戦国期以来の特権継続を願い出ており、本図は村の由緒を記した書上に添付された絵図であると考えられている。
1824年（文政7年）作成の「信玄堤絵図」（保坂家文書、甲斐市指定文化財）は富竹新田の保坂家により作成された絵図で、法量は縦41.1センチ・メートル、横108.6センチ・メートル。江戸後期段階の信玄堤の構造が描かれ、1688年に作成された図と比較すると竜王村の集落や用水路等が省略され、竜王信玄堤と水門や蛇籠のみが描かれ、純粋に信玄堤の構造のみを描く意図であったと考えられている。また、その図と比較すると廃止された取水口や新規に設置された水門の存在など構造の変遷が見られることから、往古の姿を記録する目的で作成されたものであると考えられている。
この他にも信玄堤を描いた絵図や村絵図なども存在している。

## 釜無川流域の堤防群
釜無川の両岸とその周辺には竜王信玄堤防以外にもさまざまな堤防・治水施設・用水路などが存在する。竜王信玄堤の所在する釜無左岸の甲斐市竜王から下流へ向かうと、前御勅使河・釜無川中央流路を防いだ下川除があり、対岸の南アルプス市下高砂には百間堤がある。下川除に連続して甲斐市西八幡には西八幡堤があり、御勅使川南流路を防いだ。さらに下流では昭和町山之神付近において括りの堤があり、その東側には霞堤が築かれている。括りの堤から対岸の南アルプス市鏡中条には八幡下堤がある。さらに下流へ下ると将監堤がある。

## 研究史

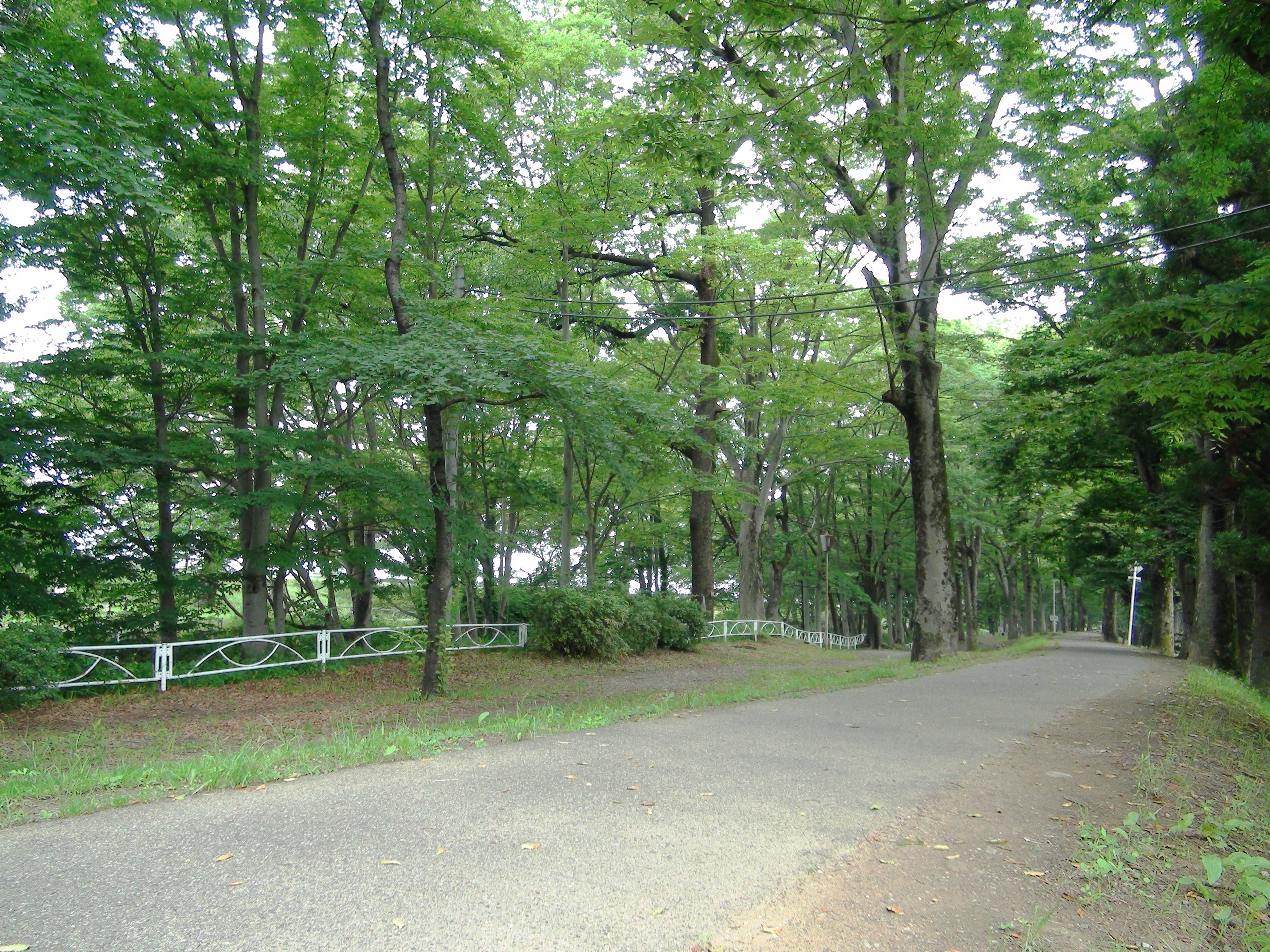
「甲斐国志」に「雁行（がんこう）二差次シテ重複セリ」と表現された堤防が設けられ、ケヤキなどの樹木が植えられた

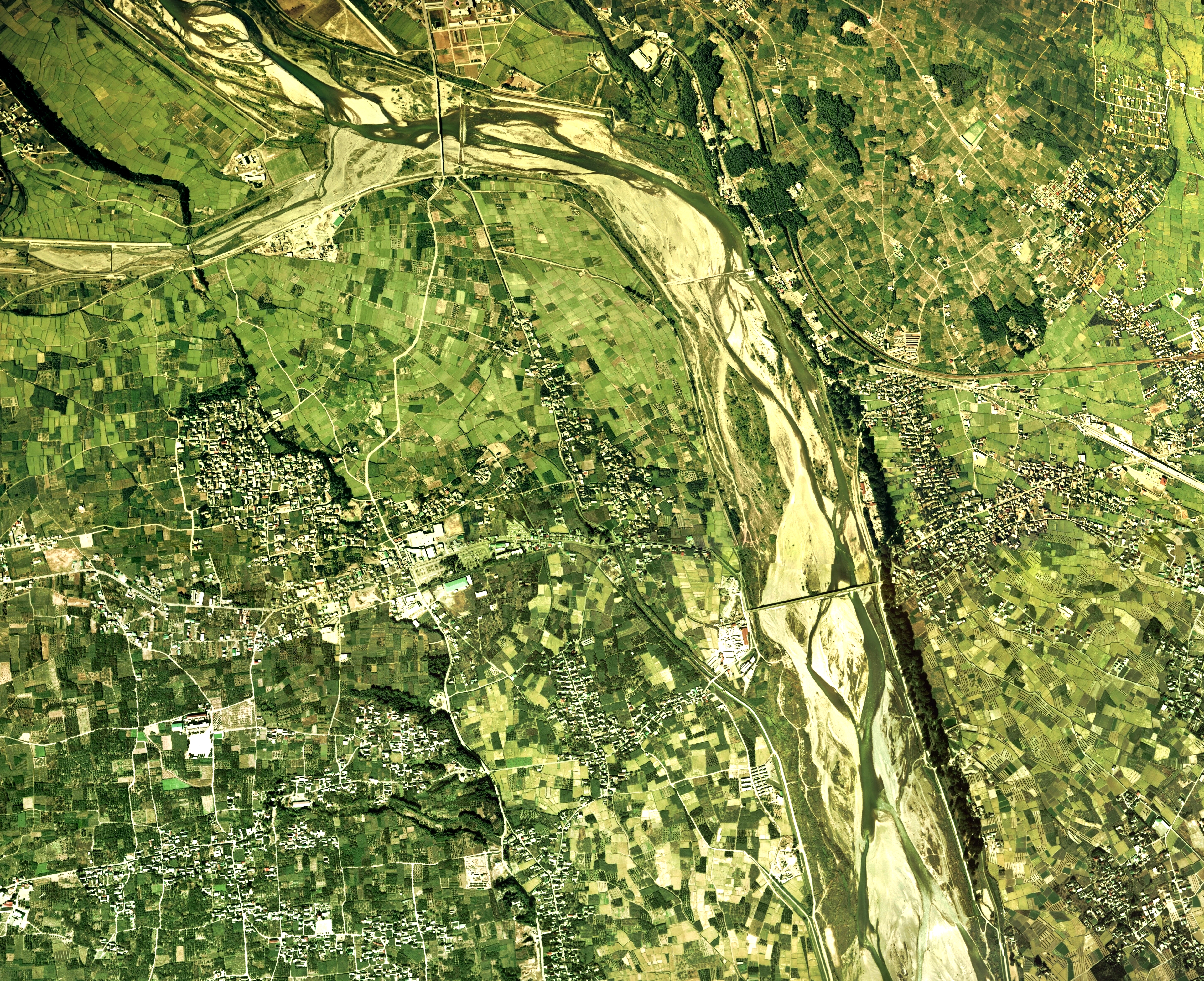
信玄堤周辺広域空中写真。画像左上方（北西側）より釜無川、御勅使川が合流し、赤坂台地西端に突き当たり、流路を南南東方向へ変える。1975年撮影の9枚を合成作成。
。

信玄堤は文化11年刊『甲斐国志』以来、武田信玄関係の評伝や山梨県の自治体史等において信玄期に主導された代表的治績と位置づけられてきた。
昭和戦前期には昭和2年『中巨摩郡誌』、昭和11年『山梨県綜合郷土研究』が信玄堤に言及し、戦後に本格化した実証的武田氏研究においては、安達満が江戸期の「御本丸様書上」を用いて信玄堤築堤当初の形態復元を試み、柴辻俊六は信玄堤の築堤と竜王河原宿の成立過程を論じた。
一方で、信玄期の関与を示す直接的な史料が無いことから、笹本正治は戦国期大名権力の力量では技術的にも大規模な人足動員を必要とする治水は不可能であったとしている。
また、安達満は近世期の検地帳に見られる石高や小字名を分析し釜無川の旧流路を分析し、川﨑剛は歴史地理学の手法を用いて釜無川流域の河川関係の小字名を分析し、釜無川の旧流路分析を行った。
近年では、南アルプス市域の開発に際して御勅使川旧河道に関する考古学的調査が行われ、2004年に開催されたシンポジウム『信玄堤の再評価』において報告された。同シンポジウムでは御勅使川の現流路（掘切流路）は短期間に形成されたものであるが自然開削であった可能性が示され、堤防工事が自然作用による流路変更を固定化したものであるとする説も提唱されている。これを踏まえて文献史学の立場からは、信玄の治績であるとする立場は維持しつつ、堤防工事は大名権力による川除衆らの技術者集団や労働力が動員され、河原宿設置や用水路開削など一定の計画性により行われたものであると評価する意見が見られる。
山梨県立博物館では2007年（平成19年）から共同研究「甲斐の治水・利水と景観の変化」を行い、信玄堤絵図や検地帳を分析することで堤防の形態的変遷や耕地の開発過程を検討した。